# Aloe peglerae
Aloe peglerae är en grästrädsväxtart som beskrevs av Selmar Schönland. Aloe peglerae ingår i släktet Aloe och familjen grästrädsväxter. IUCN kategoriserar arten globalt som starkt hotad. Inga underarter finns listade i Catalogue of Life.

## Bildgalleri

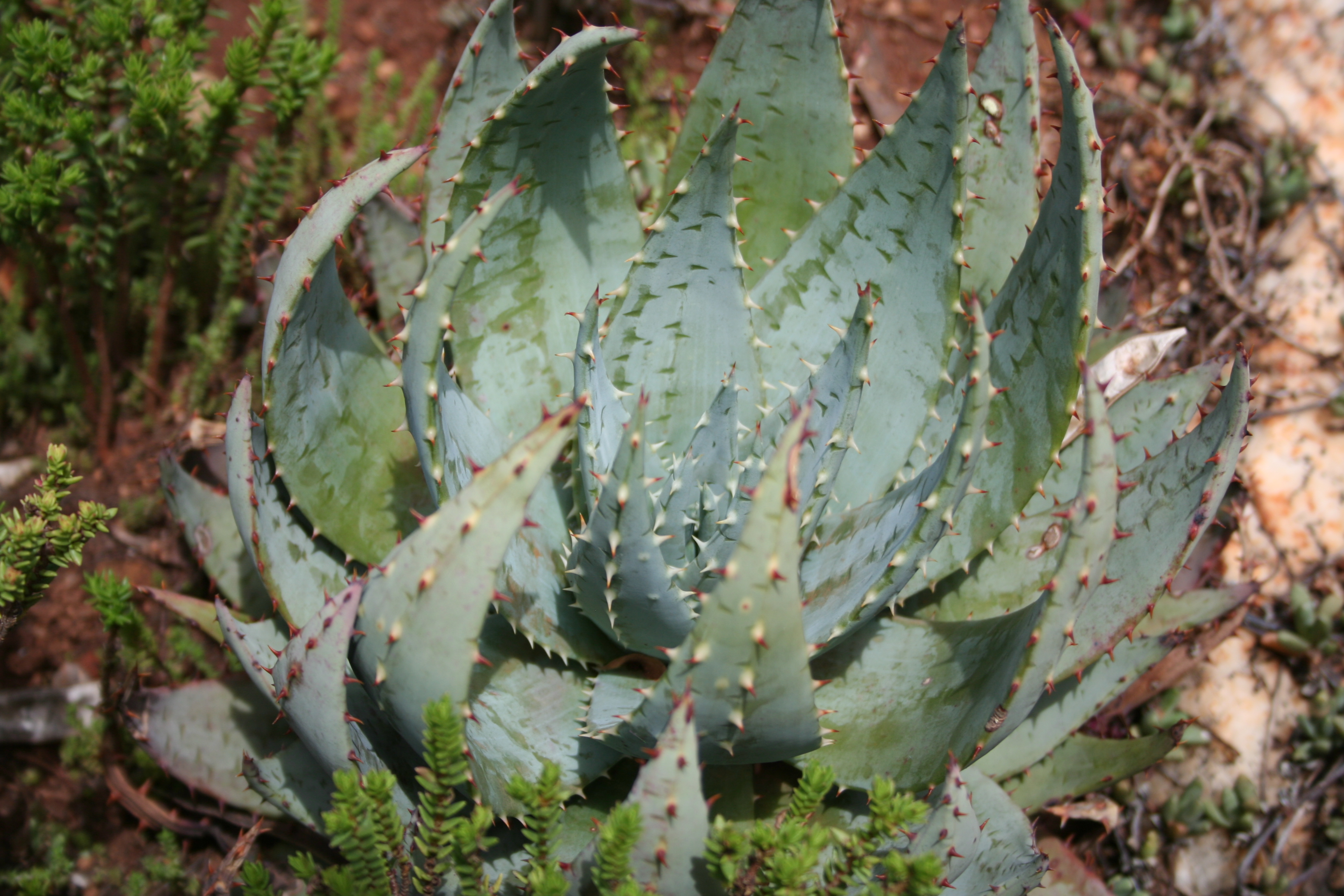
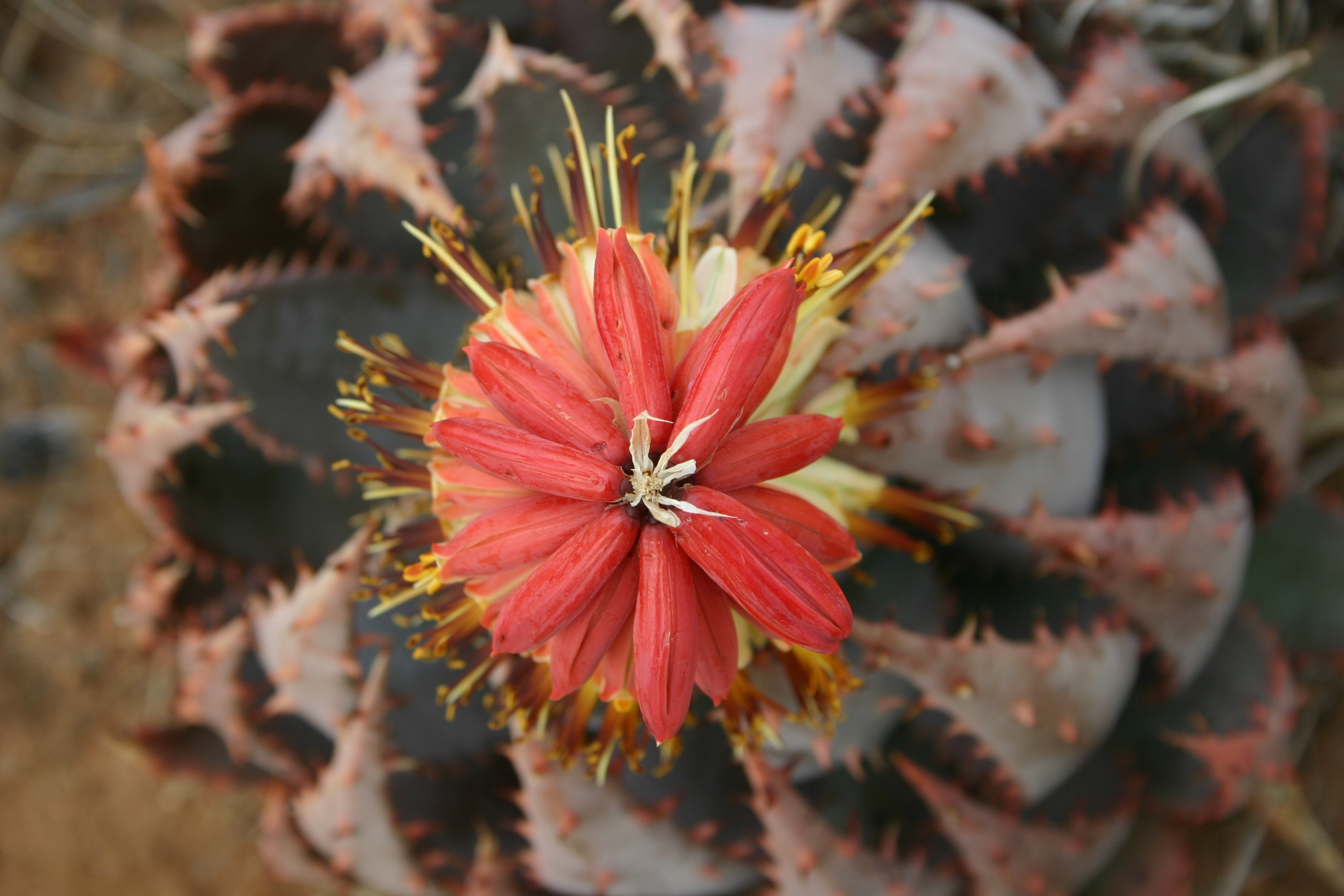
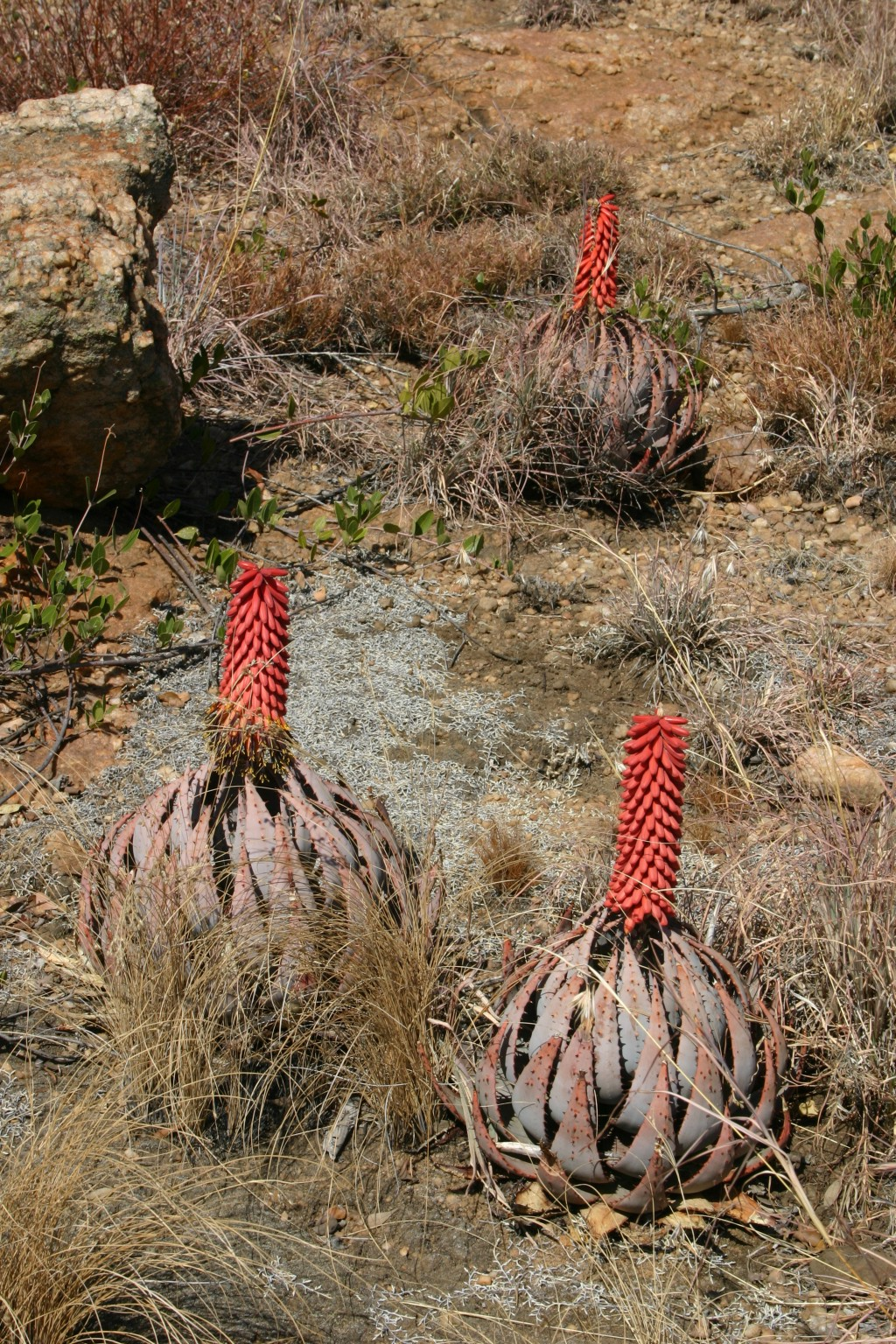
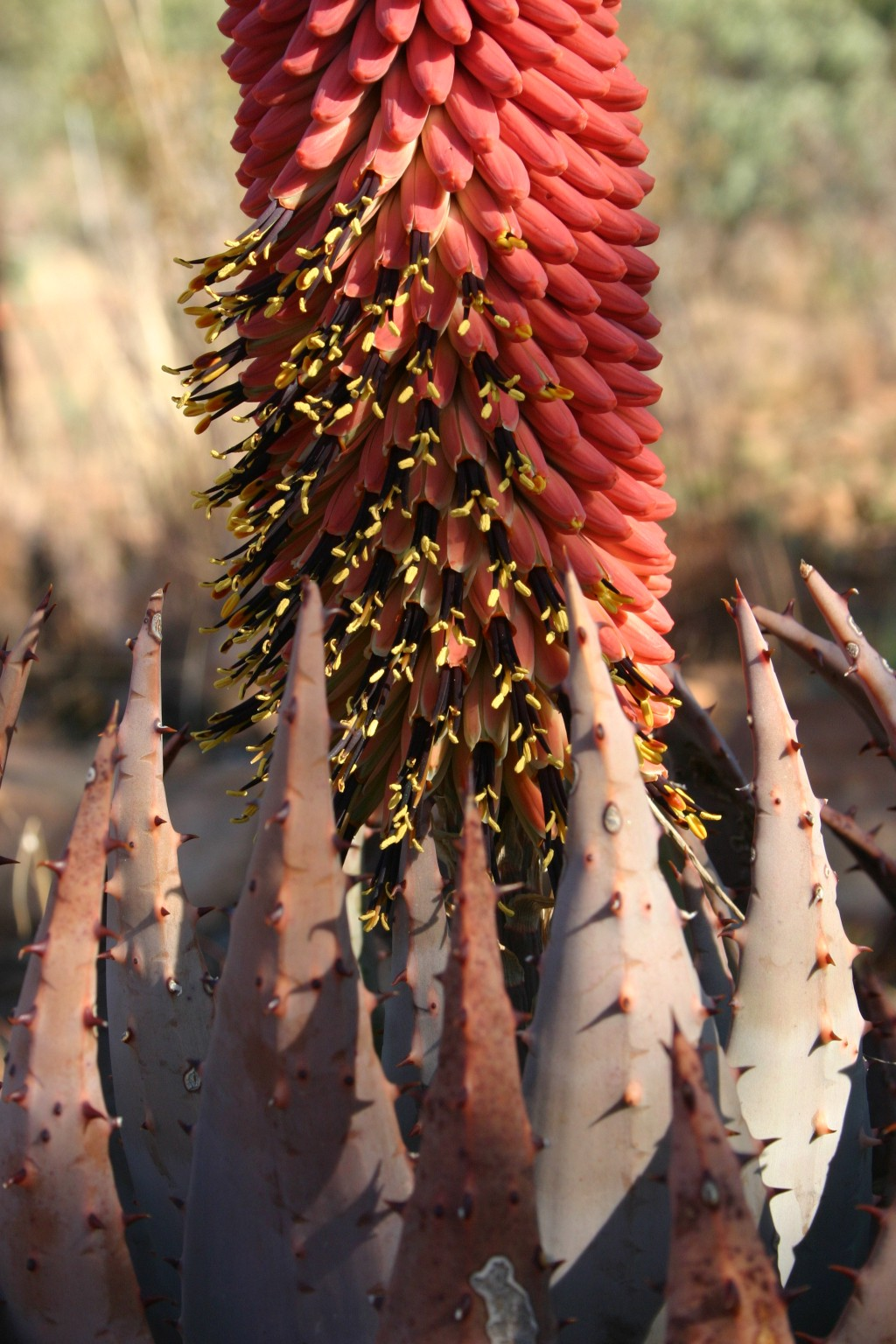
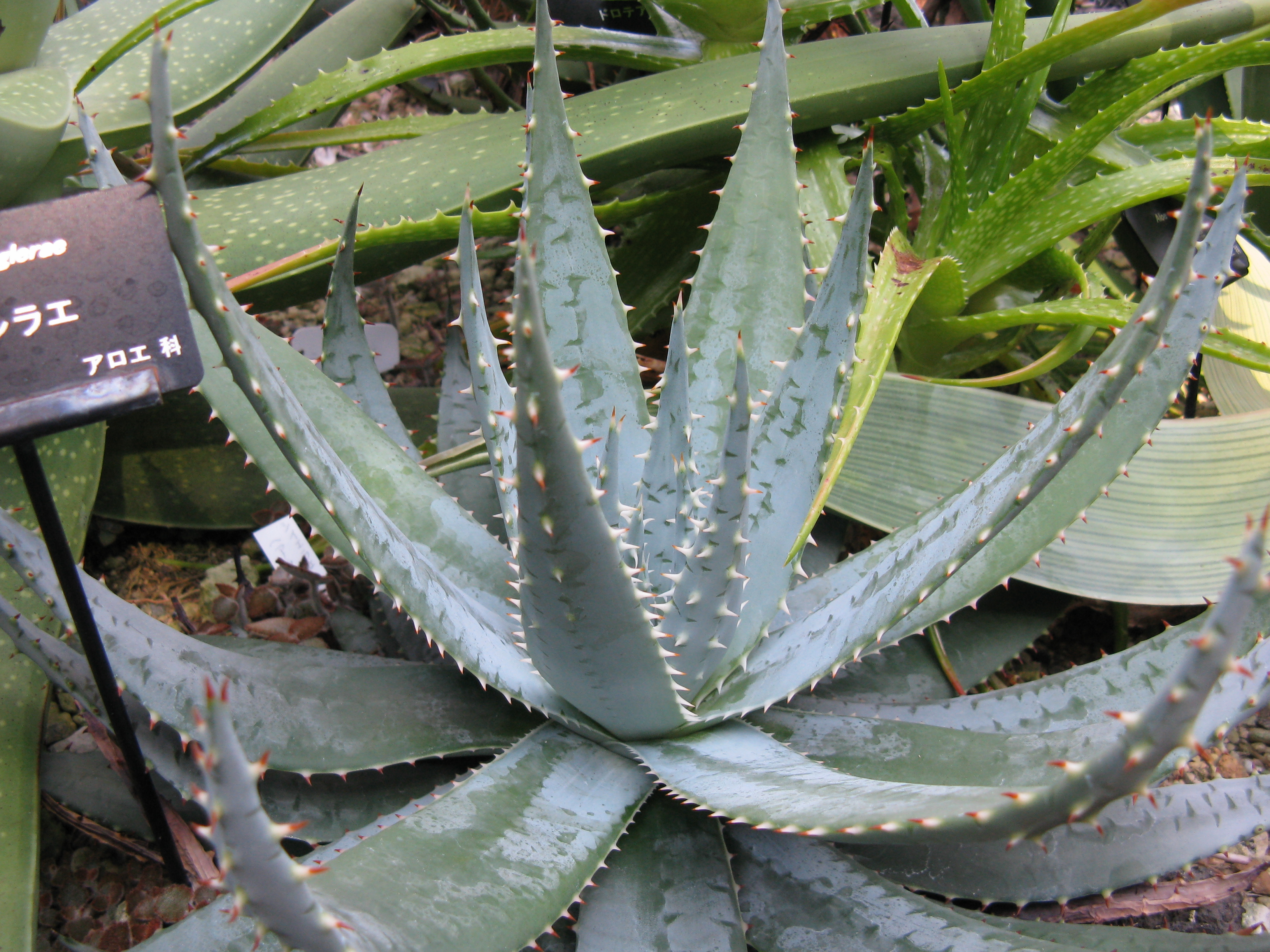
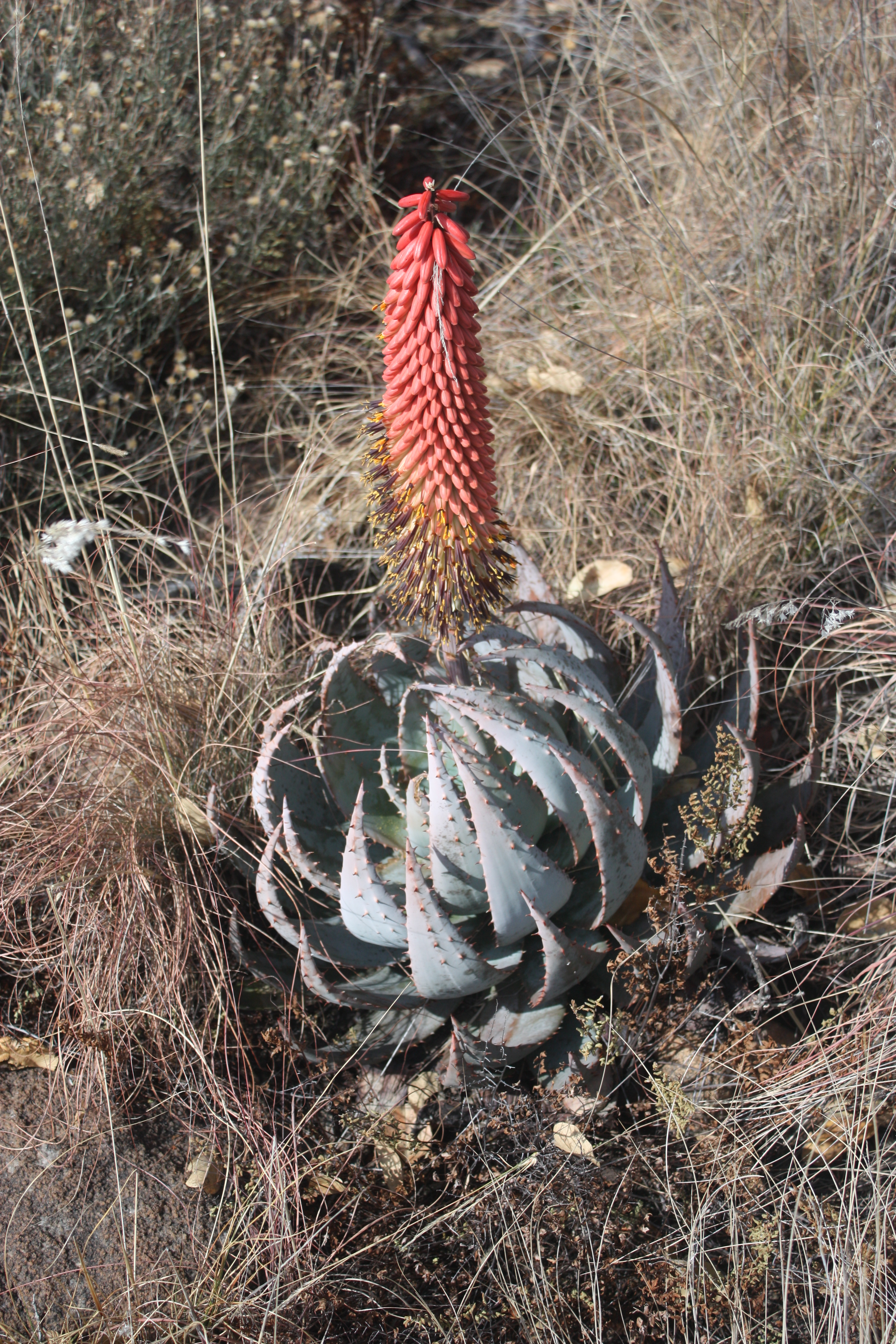